# Ryan Gosling
Pour les articles homonymes, voir Gosling.
Ryan Gosling (/ˈɹaɪən ˈɡɑzlɪŋ/) est un acteur canadien né le 12 novembre 1980 à London en Ontario, au Canada.
Il est remarqué en 2004 par son rôle de Noah Calhoun dans l'adaptation littéraire N'oublie jamais, avant de s'affirmer grâce à ses rôles dans Half Nelson ou encore dans Une fiancée pas comme les autres.
Dans les années 2010, il se fait connaître du grand public grâce au duo qu'il forme avec l'actrice Emma Stone dans trois films : Crazy, Stupid, Love, Gangster Squad, et la comédie-musicale La La Land pour laquelle il remporte le Golden Globe du meilleur acteur dans un film musical ou une comédie.
Il alterne entre films grand public comme The Big Short : Le Casse du siècle, Blade Runner 2049, Barbie, The Nice Guys et films indépendants : Drive, Only God Forgives, Blue Valentine,  Lost River, Song to Song et First Man.
Il a été nommé trois fois aux Oscars (deux fois pour le titre de meilleur acteur pour Half Nelson et La La Land, et une fois pour celui de meilleur acteur dans un second rôle pour Barbie). Il a joué sous la direction de Denis Villeneuve, Terrence Malick, Damien Chazelle, Greta Gerwig et Adam McKay.

## Biographie
Ryan Thomas Gosling naît le 12 novembre 1980 à London en Ontario au Canada. Il est élevé au sein d'une famille mormone.
Son père, Thomas Gosling, est d'origine canadienne-française,. Sa mère s'appelle Donna. Il a une sœur, prénommée Mandi.
Il se destine d'abord à une carrière de danseur.

### Vie privée
De 2002 à 2003, il a une relation amoureuse avec l'actrice Sandra Bullock, rencontrée sur le tournage du film Calculs meurtriers.
De juin 2005 à juillet 2007, il est en couple avec l'actrice Rachel McAdams, sa partenaire à l'écran dans N'oublie jamais. Ils redeviennent un couple durant quelques mois en 2008.
Depuis septembre 2011, il vit avec l'actrice américaine aux origines cubaines Eva Mendes,. Le couple a eu deux filles, Esmeralda Amada Gosling, née le 12 septembre 2014 et Amada Lee Gosling, née le 29 avril 2016,.

### Débuts à la télévision
Il est engagé en 1993, à l'âge de 12 ans, par l'émission de télévision américaine The Mickey Mouse Club (All New Mickey Mouse Club) aux côtés de Britney Spears, Christina Aguilera et Justin Timberlake.
À la suite de ses débuts d'acteur en 1991, Ryan Gosling enchaîne quelques apparitions à la télévision dans des séries canadiennes et américaines, puis endosse le rôle d'Hercule dans la série Hercule contre Arès (Young Hercules) de 1998 à 1999.
Il apparaît aussi dans l'épisode L'étranger (From Away) dans la saison de 1996 de la série canadienne Les contes d'Avonlea (Road to Avonlea) dans le personnage d'un orphelin nommé Bret McNulty.

### Débuts au cinéma
En 2000, Ryan Gosling apparaît pour la première fois sur grand écran dans le film de Boaz Yakin, produit par Jerry Bruckheimer, Le Plus Beau des combats (Remember the Titans) où il interprète un jeune joueur de football américain dans la première équipe de Virginie recrutant des hommes noirs, Les Titans. La même année, Ryan Gosling obtient le rôle d'un néo-nazi juif dans Danny Balint (The Believer) d'Henry Bean, le film remporte le « Grand Prix du Jury » au festival du film de Sundance et le « St. George d'or » au festival international du film de Moscou.
De 2002 à 2004, il incarne des personnages tourmentés : un meurtrier sûr de lui face à Sandra Bullock dans Calculs meurtriers (Murder by Numbers) de Barbet Schroeder puis un adolescent énigmatique dans le drame The United States of Leland de Matthew Ryan Hoge, aux côtés de Don Cheadle. Ce film est présenté au Festival de Deauville et au Festival de Sundance en 2003. Il a également participé au film d'Andrew J. Smith, The Slaughter Rule en 2002, où David Morse l'entraîne dans son équipe de six-man football, un dérivé brutal du football américain.
En 2004, l'acteur tourne ensuite sous la direction de Nick Cassavetes dans N'oublie jamais (The Notebook) avec Rachel McAdams, un drame romantique sur l'amour éternel à travers la maladie d'Alzheimer, qui leur vaudra de nombreux prix du public aux Teen Choice Awards, et le MTV Movie Award du meilleur baiser. La même année, il est cité par le New York Times qui le considère comme l'un des nouveaux talents du cinéma américain.
Également compositeur, musicien et chanteur, il participe à la composition de la bande originale du film Wild Roomies d'Oliver Robins en 2004.

### Reconnaissance

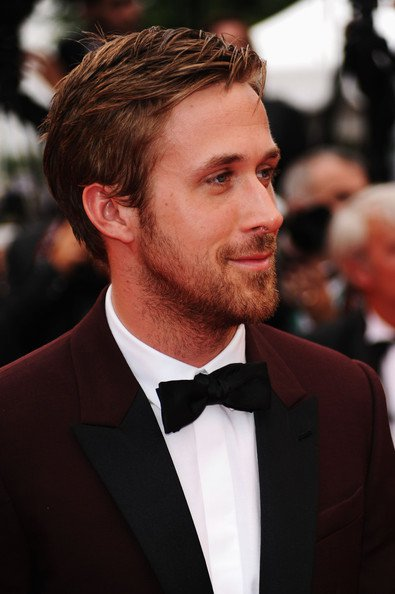
L'acteur au festival de Cannes 2011, pour la présentation de Drive.

En 2005, Ryan Gosling partage l'affiche de Stay avec Naomi Watts et Ewan McGregor, un thriller fantastique de Marc Forster.
En 2006, il incarne un enseignant de banlieue qui sombre dans la drogue dans Half Nelson de Ryan Fleck. Ce rôle lui vaut une nomination à l'Oscar du meilleur acteur, finalement remporté par Forest Whitaker avec Le Dernier Roi d'Écosse. Half Nelson remporte néanmoins de nombreux prix et nominations : Prix Spécial du Jury au festival de Deauville et le Grand Prix du Jury au festival de Sundance.
En 2007, il endosse le rôle d'un ambitieux procureur adjoint chargé de prouver la culpabilité de Ted Crawford (Anthony Hopkins) dans La Faille (Fracture). Le magazine Première le présente à l'époque comme l'« un des jeunes acteurs les plus convoités. Avec ses airs d’ange déchu et son phrasé marmonnant, il impose un style nouveau à Hollywood. »
En 2008, il tourne sous la direction de Craig Gillespie dans la comédie Une fiancée pas comme les autres où il interprète un jeune homme  inadapté social entretenant une relation avec une poupée moulée qu'il prétend avoir rencontrée sur le net. Pour son interprétation, il est nommé aux Golden Globes dans la catégorie meilleur acteur dans une comédie ou une comédie musicale.
En 2009, en parallèle de sa carrière d'acteur, il devient chanteur et guitariste du groupe Dead Man's Bones, accompagné de Zach Shields (voix et guitare) et de Morgan Slade (bassiste et compositeur). Le groupe sort son premier album la même année.
En 2010, il joue dans les films Love and Secrets avec Kirsten Dunst et Blue Valentine avec Michelle Williams. Dans Blue Valentine, il se met dans la peau d'un père de famille dont le mariage bat de l'aile. Dans une scène, il interprète au Ukulélé la chanson You Always Hurt the Ones You Love. Sa performance et celle de sa partenaire Michelle Williams, sont largement saluées par la critique et Ryan Gosling remporte le Chlotrudis Award du meilleur acteur.
L'année 2011 permet à Ryan Gosling de se faire connaître mondialement et du grand public. En effet, il joue dans trois longs-métrages qui font de lui un sex-symbol. Dans la comédie romantique Crazy, Stupid, Love, il forme un couple glamour avec la jeune actrice Emma Stone et donne la réplique à Steve Carell. Il change ensuite de registre en incarnant un conducteur mystérieux et taciturne dans le film noir Drive, réalisé par Nicolas Winding Refn, qui reçoit le prix de la mise en scène lors du Festival de Cannes la même année. Enfin, il est dirigé par George Clooney dans le thriller politique Les Marches du pouvoir. Il y incarne un jeune adjoint idéaliste participant à la campagne d'un homme politique américain.

### Passage à la réalisation et diversification

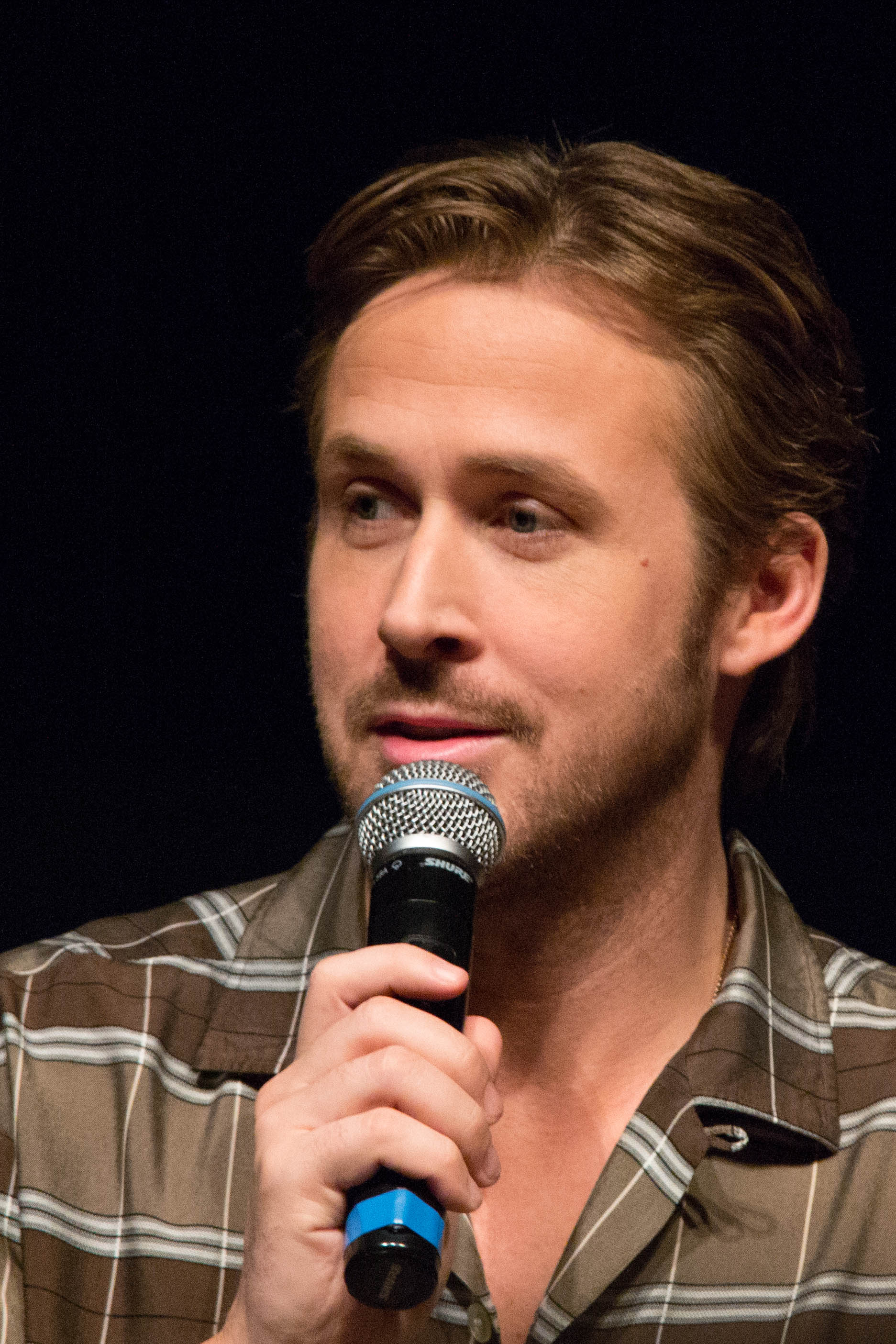
L'acteur durant la promotion de son film Lost River, en avril 2015.

En 2013, Ryan Gosling est à l'affiche de trois films dans lesquels il retrouve d'anciens collaborateurs. Il est d'abord la tête d'affiche d'un drame qui réunit Bradley Cooper et Eva Mendes : The Place Beyond the Pines de Derek Cianfrance. Ce dernier l'avait déjà dirigé dans Blue Valentine.
Puis il se joint à nouveau à Emma Stone dans Gangster Squad, polar dont l'action se déroule dans un Los Angeles des années 50.
Enfin, il retrouve le réalisateur de Drive, Nicolas Winding Refn, pour le violent et sombre Only God Forgives.
À la fin de l'année 2013, il déclare vouloir faire une pause dans sa carrière d'acteur,,.
Il met alors à profit cette pause pour réaliser son premier long métrage, un thriller néo-noir intitulé Lost River. Présenté en 2014 à Cannes dans la section « Un certain regard » et sorti sur les écrans en avril 2015, cet essai est mal reçu par la critique,. Il y dirige sa compagne Eva Mendes, mais aussi Christina Hendricks, Saoirse Ronan ou encore Matt Smith et Ben Mendelsohn.
En 2015, il fait partie de la distribution comprenant Brad Pitt et Christian Bale dans l'acclamé The Big Short : Le Casse du siècle, film satirique et politique d'Adam McKay.
En 2016, il revient à un humour potache en partageant avec Russell Crowe l'affiche de la comédie rétro The Nice Guys, écrite et réalisée par Shane Black. Il retrouve également une troisième fois Emma Stone et s'essaie au film musical avec La La Land, sous la direction de Damien Chazelle. Il obtient pour ce rôle le Golden Globe du meilleur acteur dans un film musical ou une comédie.
En 2017, il est à l'affiche de Song to Song, film expérimental de Terrence Malick.
Puis avec le producteur Ken Kao, il lance une société de production appelée Arcana.
La même année, il incarne le personnage principal de Blade Runner 2049, la suite de Blade Runner de Ridley Scott. Dans ce film de science-fiction mis en scène par le cinéaste canadien Denis Villeneuve, Gosling donne la réplique à Harrison Ford qui reprend son rôle mythique de Rick Deckard.
En 2018, il interprète Neil Armstrong dans le film biographique First Man, réalisé par Damien Chazelle,.
En 2021, il devient égérie de l'horloger TAG Heuer.
En 2022, il incarne un agent de la CIA dans le film d'action The Gray Man d'Anthony et Joe Russo diffusé sur la plateforme Netflix.
En 2023, Ryan Gosling joue Ken, le petit ami de la poupée Barbie incarnée par l'actrice Margot Robbie dans la comédie Barbie réalisée par Greta Gerwig. Il participe également à la bande originale du film en interprétant la chanson satirique I'm Just Ken. Le film réalise le meilleur démarrage de l’année 2023 aux États-Unis, et le meilleur démarrage de tous les temps pour un film réalisé par une femme, obtenant 155 millions de dollars sur le territoire américain pour son premier week-end de diffusion au cinéma,,. Il atteint la quatorzième place de la liste des plus gros succès du box-office mondial, avec plus de 1,4 milliard de recettes. Lors de la 96e cérémonie des Oscars, Ryan Gosling interprète la chanson I'm Just Ken.

## Filmographie

### Cinéma

#### Années 1990-2000
- 1996 : Frankenstein and Me de Robert Tinnell : Kenny
- 2000 : Le Plus Beau des combats (Remember the Titans) de Boaz Yakin : Alan Bosley
- 2001 : Danny Balint (The Believer) de Henry Bean : Danny Balint
- 2002 : The Slaughter Rule de Andrew J. Smith : Roy Chutney
- 2002 : Calculs meurtriers (Murder by Numbers) de Barbet Schroeder : Richard Haywood
- 2003 : The United States of Leland de Matthew Ryan Hoge : Leland P. Fitzgerald
- 2004 : N'oublie jamais (The Notebook) de Nick Cassavetes : Noah Calhoun
- 2005 : Stay de Marc Forster : Henry Letham
- 2006 : Half Nelson de Ryan Fleck : Dan Dunne
- 2007 : La Faille (Fracture) de Gregory Hoblit : Willy Beachum
- 2007 : Une fiancée pas comme les autres (Lars and the Real Girl) de Craig Gillespie : Lars Lindstrom (également chanteur)

#### Années 2010

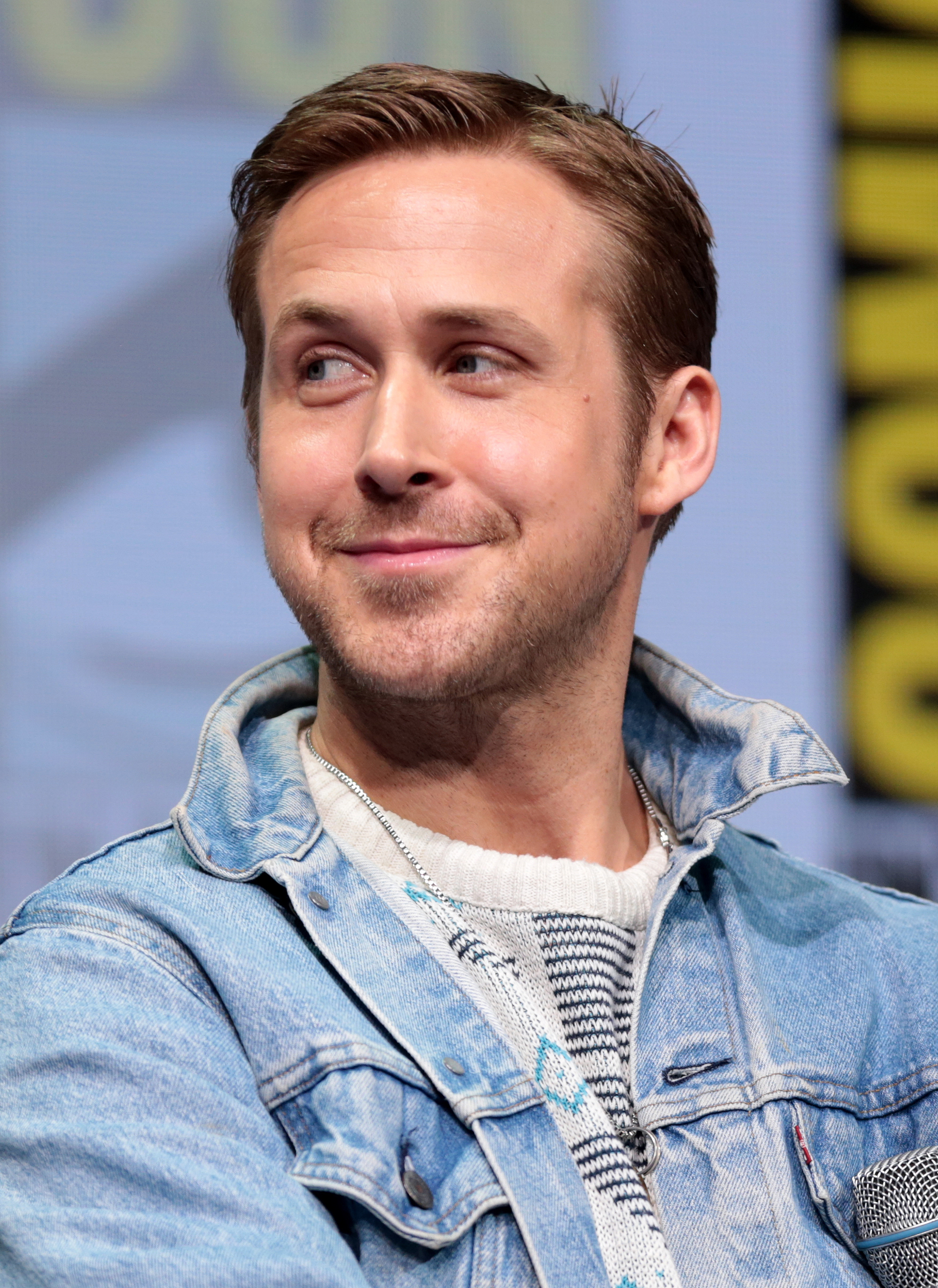
Ryan Gosling lors du Comic-Con de San Diego en 2017.

- 2010 : Love and Secrets (All Good Things) de Andrew Jarecki : David Marks
- 2010 : Blue Valentine de Derek Cianfrance : Dean Periera (également producteur exécutif, compositeur et chanteur)
- 2011 : Crazy, Stupid, Love. de Glenn Ficarra et John Requa : Jacob Palmer
- 2011 : Drive de Nicolas Winding Refn : le chauffeur
- 2011 : Les Marches du pouvoir (The Ides of March) de George Clooney : Stephen Myers
- 2011 : Touch of Evil d'Alex Prager : l'homme invisible (court métrage)
- 2011 : Drunk History Christmas de Jeremy Konner : Pa (court métrage)
- 2012 : The Place Beyond the Pines de Derek Cianfrance : Luke Glanton (également chanteur)
- 2013 : Gangster Squad de Ruben Fleischer : le sergent Jerry Wooters
- 2013 : Only God Forgives de Nicolas Winding Refn : Julian Hopkins (également producteur exécutif)
- 2015 : The Big Short : Le Casse du siècle (The Big Short) d'Adam McKay : Jared Vennett
- 2016 : The Nice Guys de Shane Black : Holland March
- 2016 : La La Land de Damien Chazelle : Sebastian (également chanteur)
- 2017 : Song to Song de Terrence Malick : BV
- 2017 : The Nice Guys: Word of the Day de Josh Oreck : Holland March (court métrage)
- 2017 : Blade Runner 2049 de Denis Villeneuve : officier K du LAPD / Joe
- 2018 : First Man : Le Premier Homme sur la Lune (First Man) de Damien Chazelle : Neil Armstrong (également producteur exécutif)

#### Années 2020
- 2022 : The Gray Man d'Anthony et Joe Russo : Court Gentry / Sierra Six
- 2023 : Barbie de Greta Gerwig : Ken
- 2024 : The Fall Guy de David Leitch : Colt Seavers
- 2026 : Projet Dernière Chance (Project Hail Mary) de Phil Lord et Chris Miller : Ryland Grace
- 2027 : Star Wars: Starfighter

### Télévision

#### Téléfilms
- 1998 : Nothing Too Good for a Cowboy de Kari Skogland : Tommy
- 1999 : The Unbelievables d'Ed Solomon : Josh
- 2019 : My Favorite Shapes by Julio Torres de Dave McCary : Pingouin bleu (voix)

#### Séries télévisées
- 1993-1994 : The Mickey Mouse Club (All New Mickey Mouse Club) : lui-même (saison 6, épisodes 6 et 18 / saison 7, épisode 17)
- 1995 : Fais-moi peur ! (Are You Afraid of the Dark?) : Jamie Leary (saison 5, épisode 3 : L'Histoire de la station radio 109,1 [The Tale of Station 109.1 en VO])
- 1996 : Ready or Not : Matt Kalinsky (saison 4, épisode 5 : I Do, I Don't)
- 1996 : Chahut au bahut (Flash Forward) : Scott Stuckey (saison 1, épisode 11 : Double Bill et 21 : Skate Bait)
- 1996 : Les Aventures de Shirley Holmes (The Adventures of Shirley Holmes) : Sean (saison 1, épisode 1 : The Case of the Burning Building)
- 1996 : Chair de poule (Goosebumps) : Greg Banks (saison 1, épisode 15 : Dangereuses Photos [Say Cheese and Die en VO])
- 1996 : Les Contes d'Avonlea (Road to Avonlea) : Bret McNulty (saison 7, épisode 9 : From Away)
- 1996 : Kung Fu, la légende continue (Kung Fu: The Legend Continues) : Kevin (saison 4, épisode 9 : Dragon's Lair)
- 1996 : Psi Factor, chroniques du paranormal (PSI Factor: Chronicles of the Paranormal) : Adam (saison 1, épisode 1 : Dream House/UFO Encounter)
- 1997-1998 : Classe Croisière (Breaker High) : Sean Hanlon (44 épisodes)
- 1998-1999 : Hercule contre Arès (Young Hercules) : Hercule (49 épisodes)
- 1999 : Hercule (Hercules: The Legendary Journeys) : Zylus (saison 5, épisode 17 : The Academy)

Documentaires
- 2005 : I'm Still Here: Real Diaries of Young People Who Lived During the Holocaust : Ilya Gerber
- 2010 : ReGeneration de Phillip Montgomery : le narrateur (également producteur exécutif)
- 2018 : Ryan Gosling

### Producteur
- 2013 : White Shadow de Noaz Deshe (crédité comme producteur exécutif)
- 2014 : Lost River de lui-même (également réalisateur et scénariste)
- 2024 : The Fall Guy de David Leitch
- 2025 : Wolf Man de Leigh Whannell (producteur délégué)
- 2025 : The Actor de Duke Johnson (producteur délégué)
- 2026 : Projet Dernière Chance (Project Hail Mary) de Phil Lord et Chris Miller

### Compositeur
- 2004 : The Pickup Song, Touch Me et Wake dans Wild Roomies d'Oliver Robins
- 2012 : Lose Your Soul et Dead Heart dans Dollhouse de Kirsten Sheridan
- 2013 et 2014 : In the Room Where You Sleep dans Conjuring : Les Dossiers Warren de James Wan et The Stairs de Josué Esparon

### Photographe
- 2018 : Congo Stories: Battling Five Centuries of Exploitation and Greed de John Prendergast et Fidel Bafilemba, illustré par Sam Ilus, photographie de lui-même, 352 pages, sorti en décembre 2018, édition Grand Central Publishing,  (ISBN 978-1455584642)[34]

### Interprète
- 2023 :  I'm Just Ken de l'album Barbie: The Album, chanson écrite par Mark Ronson et Andrew Wyatt[35]

## Distinctions

### Récompenses
- Russian Guild of Film Critics 2001 : meilleur acteur étranger pour Danny Balint
- ShoWest Convention 2004 : révélation de l'année
- MTV Movie Awards 2005 : meilleur baiser pour N'oublie Jamais (partagé avec Rachel McAdams)
- Teen Choice Awards 2005 :
  - Acteur préféré dans un film dramatique et révélation masculine pour N'oublie Jamais
  - Meilleure « alchimie » à l'écran, meilleur baiser et meilleure scène d'amour pour N'oublie Jamais (partagé avec Rachel McAdams)
- Festival international du film de Stockholm 2006 : meilleur acteur pour Half Nelson
- Festival international du film de Seattle 2006 : meilleur acteur pour Half Nelson
- Festival international du film de Las Palmas de Gran Canaria (en) 2006 : meilleur acteur pour Half Nelson
- National Board of Review Awards 2006 : meilleure révélation masculine pour Half Nelson
- Independent Spirit Awards 2007 : meilleur acteur pour Half Nelson
- Village Voice Film Poll 2007 : meilleur acteur pour Half Nelson
- Satellite Awards 2007 : meilleur acteur dans un film musical ou une comédie pour Une fiancée pas comme les autres
- Festival international du film de Santa Barbara 2008 : Cinema Vanguard Award pour La Faille et Une fiancée pas comme les autres
- Chlotrudis Awards 2010 : meilleur acteur pour Blue Valentine (à égalité avec Philip Seymour Hoffman pour Rendez-vous l'été prochain)
- Festival du cinéma américain de Deauville 2011 : New Hollywood Award
- Satellite Awards 2011 : meilleur acteur dans un film dramatique pour Drive
- Irish Film and Television Awards 2012 : meilleur acteur pour Drive
- Golden Globes 2017 : Meilleur acteur dans un film musical ou une comédie pour La La Land

### Nominations
- Independent Spirit Awards 2002 : meilleur acteur dans un rôle principal pour Danny Balint
- Chicago Films Critics Association Awards 2003 : meilleure révélation masculine pour Danny Balint et Calculs meurtriers
- Teen Choice Awards 2005 : scène de danse préférée pour N'oublie Jamais (partagé avec Rachel McAdams)
- Alliance of Women Film Journalists Awards 2006 : meilleur acteur pour Half Nelson
- Boston Society of Film Critics Awards 2006 : meilleur acteur pour Half Nelson
- Chicago Films Critics Association Awards 2006 : meilleur acteur pour Half Nelson
- Critics Choice Awards 2006 : meilleur acteur pour Half Nelson
- Dallas-Fort Worth Film Critics Association Awards 2006 : meilleur acteur pour Half Nelson
- Satellite Awards 2006 : meilleur acteur dans un film dramatique pour Half Nelson
- Chlotrudis Awards 2007 : meilleur acteur pour Half Nelson
- National Board of Review Awards 2007 : meilleur acteur pour Half Nelson
- New York Film Critics Circle Awards 2007 : meilleur acteur pour Half Nelson
- Online Film Critics Society Awards 2007 : meilleur acteur pour Half Nelson
- Oscars du cinéma 2007 : meilleur acteur pour Half Nelson
- Screen Actors Guild Awards 2007 : meilleur acteur pour Half Nelson
- Toronto Film Critics Association Awards 2007 : meilleur acteur pour Half Nelson
- St. Louis Gateway Film Critics Association Awards 2007 : meilleur acteur pour Half Nelson
- Vancouver Film Critics Circle Awards 2007 : meilleur acteur pour Half Nelson
- Teen Choice Awards 2007 : meilleur acteur dans un thriller/film d'horreur pour La Faille
- Chicago Films Critics Association Awards 2007 : meilleur acteur pour Une fiancée pas comme les autres
- Central Ohio Film Critics Association Awards 2008 : meilleur acteur pour Une fiancée pas comme les autres
- Chlotrudis Awards 2008 : meilleur acteur pour Une fiancée pas comme les autres
- Critics Choice Awards 2008 : meilleur acteur pour Une fiancée pas comme les autres
- Golden Globes 2008 : meilleur acteur dans un film musical ou une comédie pour Une fiancée pas comme les autres
- Prism Awards 2008 : meilleur acteur pour Une fiancée pas comme les autres
- Screen Actors Guild Awards 2008 : meilleur acteur pour Une fiancée pas comme les autres
- St. Louis Gateway Film Critics Association Awards 2007 : meilleur acteur pour Une fiancée pas comme les autres
- Alliance of Women Film Journalists Awards 2006 : meilleure représentation de la nudité, la sexualité et de la séduction pour Blue Valentine (partagé avec Michelle Williams)
- Critics Choice Awards 2010 : meilleur acteur pour Blue Valentine
- Chicago Films Critics Association Awards 2010 : meilleur acteur pour Blue Valentine
- Detroit Film Critics Society Awards 2010 : meilleur acteur pour Blue Valentine
- Satellite Awards 2010 : meilleur acteur dans un film dramatique pour Blue Valentine
- Utah Film Critics Association Awards 2010 : meilleur acteur pour Blue Valentine
- Golden Globes 2011 : meilleur acteur dans un film dramatique pour Blue Valentine
- London Film Critics Circle Awards 2011 : acteur de l'année pour Blue Valentine
- Online Film Critics Society Awards 2011 : meilleur acteur pour Blue Valentine
- Prism Awards 2011 : meilleur acteur pour Love and Secrets
- St. Louis Gateway Film Critics Association Awards 2011 : meilleur acteur et Special Merit pour Drive
- Women Film Critics Circle Awards 2011 : meilleur acteur pour Drive et Les Marches du pouvoir
- AACTA International Awards 2012 : meilleur acteur pour Les Marches du pouvoir
- Central Ohio Film Critics Association Awards 2012 :
  - Meilleur acteur pour Drive
  - Acteur de l'année pour Drive, Les Marches du pouvoir et Crazy, Stupid, Love.
- Critics Choice Awards 2012 : meilleur acteur pour Drive
- Denver Film Critics Society Awards 2012 : meilleur acteur dans un second rôle pour Crazy, Stupid, Love.
- Independent Spirit Awards 2012 : meilleur acteur pour Drive
- London Film Critics Circle Awards 2012 : acteur de l'année pour Drive
- Golden Globes 2012 :
  - Meilleur acteur dans un film dramatique pour Les Marches du pouvoir
  - Meilleur acteur dans un film musical ou une comédie pour Crazy, Stupid, Love.
- Rembrandt Awards 2012 : acteur international de l'année pour Drive
- St. Louis Gateway Film Critics Association Awards 2013 : Special Merit pour The Place Beyond the Pines
- Satellite Awards 2014 : meilleur acteur dans un second rôle pour The Place Beyond the Pines
- People's Choice Awards 2017 : Acteur comique préféré
- Oscars 2017 : meilleur acteur pour La La Land
- Golden Globes 2024 : meilleur acteur dans un second rôle pour Barbie
- Oscars 2024 : Meilleur acteur dans un second rôle pour Barbie

## Voix francophones
En version française, Alexandre Gillet est la voix régulière de Ryan Gosling, qu'il double notamment dans N'oublie jamais, The Nice Guys, La La Land ou encore Barbie. En parallèle, Franck Lorrain (Drive et The Big Short) et Alexis Victor (Une fiancée pas comme les autres et Blade Runner 2049) l'ont aussi doublé à deux reprises chacun. En 2018, Julien Allouf est choisi pour le doubler dans First Man : Le Premier Homme sur la Lune, avant de le retrouver plus tard dans The Gray Man et The Fall Guy.
À titre exceptionnel, l'acteur a été doublé par Gaëtan Wenders dans Danny Balint, Vincent Ropion dans Le Plus Beau des combats, Damien Boisseau dans Stay, Christophe Lemoine dans Chair de poule et Christophe Hespel dans Half Nelson.
Au Québec, Guillaume Champoux (Les Pages de notre amour, Lars et l'Amour en boîte, Pour l'amour d'Hollywood) et Frédéric Paquet (Sang-froid) sont les voix françaises les plus régulières de l'acteur.
- Versions françaises :
  - Alexandre Gillet : N'oublie jamais, The Place Beyond the Pines, Gangster Squad, The Nice Guys, La La Land, Song to Song, Barbie, etc.

- Versions québécoises :
  - Guillaume Champoux : Les Pages de notre amour, Lars et l'Amour en boîte, Les Bons Gars, Pour l'amour d'Hollywood, etc.
  - Frédéric Paquet : Sang-froid, Escouade Gangster, Blade Runner 2049, Le Premier Homme, etc.